# Amiana niama
Amiana niama är en fjärilsart som beskrevs av Dyar 1904. Amiana niama ingår i släktet Amiana och familjen nattflyn. Inga underarter finns listade i Catalogue of Life.